# Lý Chiêu Hoàng
Lý Chiêu Hoàng (1218- 1278) fue la 90.ª soberana de la Dinastía Ly y la única emperatriz reinante en la historia de Vietnam. Escogida por el emperador Ly Hue Tong, a la edad de 6 años, Lý Chiêu Hoàng gobernó el reino bajo la total influencia de Trần Thủ Độ y el Clan Trần. Trần Thủ Độ se encargó de concertar el matrimonio de la emperatriz de 6 años con su sobrino de 7 años, Trần Cảnh, quien finalmente la derrocó para fundar la Dinastía Trần. Después de la coronación de su marido, quien adquirió el nombre de Trần Thái Tông, fue degradada al grado de emperatriz consorte Chiêu Thánh y, finalmente, a Princesa Chiêu Thánh, cuando fue obligada por Trần Thủ Độ a dejar la posición de emperatriz consorte a su hermana mayor, la princesa Thuận Thiên. Después de esto, ella se volvió a desposar con un general,  Lê Phụ Trần, con el que tuvo dos hijos. La trágica y turbulenta existencia de Lý Chiêu Hoàng es un buen ejemplo del turbulento fin de la Dinastía Ly y el inicio de la Dinastía Trân en la historia de Vietnam.

## Biografía
Lý Chiêu Hoàng nació en septiembre de 1218, con el nombre de Lý Phât Kim, fue la segunda hija del emperador Lý Huệ Tông y de su esposa, la emperatriz consorte Trần Thị Dung . Tuvo una hermana mayor, la princesa Thuân Thiên. Al nacer, su padre le otorgó el título de princesa Chiêude Thánh, como la única heredera posible al trono de Vietnam.

Habiendo estado enfermo mentalmente durante un largo período de tiempo, el emperador Lý Huê Tông, finalmente decidió abdicar en favor de su hija, ahora conocida como Lý Chiêu Hoâng, en octubre de 1224. De esta forma, Lý Chiêu Hoàng devino la única emperatriz reinante por derecho propio de la historia de Vietnam. Esta decisión del emperador Lý Huê Tông fue considerada por el historiador Ngô Sî Lîen como un factor crucial que determinó el fin de la Dinastía Lý, ya que se escogió como gobernante a una princesa joven en lugar de a un miembro más capacitado de la familia real.

## Historia

### Como emperatriz reinante
Lý Chiêu Hoàng accedió al trono a la edad de 6 años y gobernó bajo la influencia total del comandante de la Guardia Real, Trân Thủ Độ y otros miembros del Clan Trân, quienes comenzaron a tomar poder en la corte real durante el reinado de Lý Huê Tông. Incluso sus criados fueron escogidos por Trần Thủ Độ, de modo que la emperatriz se vio rodeada de miembros del Clan Trân, incluyendo al sobrino de este, de 7 años de edad. Cuando Trân Câhn informó a Trần Thủ Độ que la emperatriz parecía tenerle afecto, este último decidió usar dicho afecto para llevar a cabo su objetivo de derrocar a la Dinastía Lý  y fundar la dinastía de su propio clan. En primer lugar, Trần Thủ Độ trasladó la totalidad del Clan Trân al palacio real y concertó un matrimonio secreto entre Lý Chiêu Hoàng y su sobrino Trân Câhn, sin el permiso de ningún miembro de la familia real Lý. El matrimonio real tuvo lugar entre octubre y noviembre de 1225, cuando ambos contrayentes contaban con 7 años de edad. Después de la boda, Lý Chiêu Hoàng fue obligada a ceder el trono a su marido, acabando con los 216 años de reinado de la Dinastía Lý e iniciando el reinado de la Dinastía Trân.  La era de su reinado fue conocida como Thiên Chương Hữu Đạo (天彰有道).

### Como emperatriz consorte y princesa
Según la crónica Đại Việt sử kí toàn thư, la Emperatriz Chiêu Thánh no podía darle un heredero al emperador; esta situación en la familia real hizo que el canciller Trần Thủ Độ se preocupara ya que usó esta misma situación para levantarse contra el emperador Lý Huê Tông y derrocar a la Dinastía Lý. Por tanto, en 1237, Trần Thủ Độ decidió forzar a Trần Liễu para que se divorciara de su esposa, la princesa Thuân Thiên (quien ya estaba embarazada de tres meses), en favor del nuevo Emperador. Después de ser forzada a casarse con el Emperador, Thuân Thiên fue coronada como nueva emperatriz consorte de la Dinastía Trân, mientras que Chiêu Thánh fue degradada a princesa. Este hecho puso furioso a Trần Liễu, quien había perdido a su esposa embarazada, que decidió levantar una pugna contra la familia real. Entre tanto, el emperador Thái Tông, quien se sentía incómodo por la situación, decidió hacerse monje budista en la Montaña Yên Tử. Finalmente, Trần Thủ Độ, persuadió a Thái Thông para regresar al trono y Trần Liễu, falto de apoyos, se dio por vencido. Todos los soldados que participaron en esta pugna fueron asesinados; Trần Thủ Độ incluso pidió la cabeza de Trần Liễu pero fue persuadido por Thái Tông. Los historiadores vietnamitas de la época feudal, como Ngô Sî Liên o Phan Phu Tiên a menudo criticaron las decisiones de Trần Thủ Độ y de Trần Thái Tông y las consideraron la causa de la caída de la Dinastía Tran tras el reinado de Trần Dụ Tông.

En 1258, el emperador Thái Tông decidió volver a casar a la princesa Chiêu Thánh con el general Lê Phu Trân, como recompensa por su labor esencial en la victoria de la batalla de Đại Việt sobre las tropas invasoras del Imperio Mogol. Este hecho fue uno de los más criticados en las crónicas por la carencia de un código moral en los matrimonios durante el inicio de la era Tràn. La princesa Chiêu Thánh falleció en el año 1278, a la edad de 61 años. Con su segundo marido, el general Lê Phu Tràn, tuvo dos hijos: el príncipe Lê Tông y la princesa U'ng Thuy Lê Khuê.

## Legado
Debido a su papel en el derrocamiento de la Dinastía Lý, Lý Chiêu Hoàng no fue sepultada junto a sus antepasados y los ocho emperadores anteriores, en el Templo Lý Bát Đế (Bắc Ninh). Su tablilla funeraria fue colocada en una construcción funeraria más pequeña que el templo principal. A principio del año 2009, esta construcción funeraria fue remodelada a gran escala con ocasión del aniversario milenario de Hanói, el cual fue fundado por la Dinastía Lý. Dicha restauración fue criticada por varios diarios y residentes porque se derribaron totalmente casi todas las características arquitectónicas de la construcción, a pesar de su avanzado estado de abandono como reliquia histórica nacional de Vietnam.